# Nets Hawk Katz
Nets Hawk Katz, né en 1972 ou en 1973, est un mathématicien américain qui travaille notamment en combinatoire et en analyse harmonique.

## Biographie
Katz étudie à l'université Rice ; il obtient un bachelor en 1990 à l'âge de 17 ans, et un Ph. D. en 1993 sous la supervision de Dennis DeTurck à l'université de Pennsylvanie avec une thèse intitulée « Noncommutative Determinants and Applications ». Il est chercheur postdoctoral avec une bourse de la NSF et Gibbs Instructor à l'université Yale (1993-1996), puis assistant de recherche à l'université d'Édimbourg (1996-1997) et au Mathematical Sciences Research Institute (MSRI). Il est ensuite professeur assistant à l'université d'Illinois à Chicago (1997-2000) et professeur associé à l'université Washington de Saint-Louis à Saint-Louis (Missouri) (2000-2004), avant de devenir professeur associé à l'université de l'Indiana à Bloomington (2004-2007), puis professeur titulaire. Depuis 2013, Katz est professeur au Caltech, et nommé International Business Machines Professor of Mathematics en 2016.

## Travaux
Katz travaille en combinatoire additive et géométrique, en analyse harmonique, théorie géométrique de la mesure et en hydrodynamique.
En 2003, il démontre avec Jean Bourgain et Terence Tao que toute partie de {\displaystyle \mathbb {Z} /p\mathbb {Z} } croît de manière significative par addition ou par multiplication. Plus précisément, si {\displaystyle A} est un ensemble tel que {\displaystyle \max(|A\cdot A|,|A+A|)\leq K|A|}, alors {\displaystyle A} a au plus {\displaystyle \min(K^{C},p/K^{C})} éléments, où {\displaystyle C} est une constante dépendant de {\displaystyle A}. Ce résultat a été suivi d'un travail de Bourgain, Konyagin et Glibichuk. Auparavant, Katz a étudié des extensions du problème de l'aiguille de Kakeya liées à des problèmes d'analyse harmoniques,,. Sur ce sujet, il a collaboré entre autres avec Terence Tao et Izabella Łaba.
En 2010, Katz donne avec Larry Guth une solution « presque optimale » du problème des distances distinctes posé par Paul Erdős. L'article paraît en 2015; ils montrent qu'un ensemble de {\displaystyle N} points dans le plan a moins {\displaystyle cN/\log N}distances distinctes.
Avec son ancien étudiant Michael Bateman, il a trouvé les meilleures bornes jusqu'alors connues du Cap Set Problem : : ils montrent que si une partie {\displaystyle A} de {\displaystyle (\mathbb {Z} /3\mathbb {Z} )^{n}} a au moins {\displaystyle 3^{n}/n^{1+c}} éléments, avec {\displaystyle c>0}, alors {\displaystyle A} contient trois éléments alignés.
Avec son étudiante Nataša Pavlović, Katz initie une nouvelle approche concernant la formation de turbulences (le phénomène du Blow Up, qui se traduit par la formation d'une singularité en temps fini) pour les équations d'Euler et de Navier-Stokes en hydrodynamique, et des problèmes de régularité correspondants,. La résolution de ces équations est l'un des problèmes du prix du millénaire. Katz et Pavlovic utilisent un modèle dyadique des équations (décomposition dyadique de l'espace tridimensionnel et analyse d'ondelettes), qui conduit à un système infini d'équation différentielles ordinaires non couplées entre elles. Ils ont démontré, dans le cadre de ce modèle, un Blow Up en temps fini pour l'équation d'Euler en dimension trois (et aussi pour une équation de Navier-Stokes modifiée).

## Prix et distinctions
En 2011-2012, Katz était directeur du Indiana University Mathematics Journal (en).
En 2012, Katz est nommé Guggenheim Fellow.
En 2014, Katz est conférencier invité au Congrès international des mathématiciens de Séoul (« The flecnode polynomial: a central object in incidence geometry »).
En 2015, Katz est, avec Larry Guth, récipiendaire du prix de recherche Clay.